# Ri (Francja)
Ri – miejscowość i gmina we Francji, w regionie Normandia, w departamencie Orne.
Według danych na rok 1990 gminę zamieszkiwały 152 osoby, a gęstość zaludnienia wynosiła 21 osób/km² (wśród 1815 gmin Dolnej Normandii Ri plasuje się na 734. miejscu pod względem liczby ludności, natomiast pod względem powierzchni na miejscu 698.).